# Sonic Forces
Sonic Forces (ソニックフォース Sonikku Foosu?) es un videojuego desarrollado por Sonic Team y publicado por Sega. Fue lanzado el 7 de noviembre de 2017 en Occidente y el 9 de noviembre de 2017 en Japón para Microsoft Windows, PlayStation 4, Xbox One y Nintendo Switch.
Fue el primer juego de Sonic en presentar una calidad de imagen 4K nativa gracias a sus versiones para PlayStation 4, Xbox One X y PC.

## Argumento
El Dr. Eggman encuentra un poder que utiliza para conquistar el 99% del Planeta. Sonic, Tails, Knuckles, Amy, Silver y los miembros de la agencia de detectives "Equipo Chaotix" lideran al grupo de la resistencia, la cual sigue combatiendo contra el Imperio del Doctor Eggman, formado luego de que el misterioso Infinite derrota a Sonic en batalla. Sin embargo, las cosas toman un giro cuando ese misterioso poder trae al Sonic clásico desde otra dimensión. La situación se volverá más complicada cuando el malévolo doctor reclute su propio ejército de villanos que incluye a Shadow, Metal Sonic, Chaos, Zavok y el misterioso Infinite, este último siendo el más poderoso por ser más rápido que Sonic y poder igualarle los poderes al erizo azul.
Los Sonic moderno y clásico junto con nuestro héroe superviviente Avatar personalizable serán los únicos que podrán detener a Eggman.

## Jugabilidad
Al igual que Sonic Generations, el juego contiene dos variantes de Sonic el erizo: Sonic clásico, la variante que aparece en los juegos Sonic de las primeras consolas de Sega y Sonic moderno, su versión revisada posteriormente que fue introducida por primera vez en Sonic Adventure. de Dreamcast. El tráiler tiene los dos equipos para asumir grandes robots que están destruyendo una ciudad en un entorno posapocalíptico, con el lema "Únete a la resistencia". Contará de nuevo con los poderes de color de los "wisps", como se pudo ver en entregas anteriores (Sonic Colors y Sonic Lost World). También contará, por primera vez en un juego de Sonic, un héroe personalizable como tercer personaje jugable, recordando a los Mii de las consolas de Nintendo. Puedes elegir entre lobo, erizo, conejo, gato, oso y pájaro(cada uno con sus propias habilidades). También podrás equiparlo con gadgets especiales llamados Wispons, como un imán de rings o botas rebotadoras. Puede ser protagonista o héroe de alquiler.
Existen, por ahora, varios modos de juego:
- Moderno/Avatar:

Una mezcla de 2D y 3D. Si eres el héroe personalizable, se usarán los Wispons.
En este modo de juego, el Sonic moderno tiene música roquera, mientras que el héroe personalizable tiene temas electrónicos y vocales.
- Clásico:

Totalmente en 2D, como los juegos de Mega Drive/Genesis incluyendo el Drop Dash/la caída torbellino del reciente Sonic Mania.
Su música se inspira principalmente en la de esta consola combinándola con la fuente de sonido de Sonic 4, juego que usa al Sonic moderno pero con jugabilidad clásica.
- Tag Team:

Fuertemente inspirada por Sonic Heroes y Sonic Advance 3, es totalmente 3D y se usará tanto al Sonic moderno como al héroe personalizable. Serán intercambiables de manera automática según el nivel lo requiera.
También tiene un turbo doble. En cierto nivel, el Sonic clásico hará uso de este modo.

### Zonas
- City:

Una zona urbana similar a las de otros juegos de la franquicia como Sonic Adventure 2 o 2006.
Sunset Heights (Sonic moderno): Aquí tendrá que buscar a Shadow para que se una a la resistencia mientras que descubre que es un clon creado por Infinite.
Park Avenue (héroe personalizable) 
Ghost Town (Sonic clásico)
Enemy Territory (Shadow)
Red Gate bridge (modo Tag Team): Aquí se deberá enfrentar contra Metal Sonic
Jefe: Metal Sonic con el Tag Team
- Mystic Jungle:

Luminous Forest (Sonic moderno):
Casino Forest (Sonic clásico): Posible mezcla de Silent Forest de Lost World y Casino Night de Sonic 2.
Aquí él y Tails tendrán que buscar al Sonic moderno, que estará con los villanos del juego.
Aqua Road (héroe personalizable):
Eggman's Facility (Shadow): En este nivel tendrá que atacar y destruir una base de Eggman, pero Infinite lo impedirá. Contiene un remix de Rythm And Balance, tema de Sonic Adventure 2.
Jefe: Infinite con Sonic
- Green Hill:

La misma zona de colina de Sonic Generations y Mania, solo que careciendo de agua.
Lost Valley (Sonic moderno): Primer nivel del juego. Sirve como tutorial principal para controlar al personaje. También Shadow puede ser jugable.
Green Hill (Sonic clásico): Primer nivel de éste anunciado y décimo del juego. Fue visto por primera vez en un Nintendo Direct, a pesar de no ser un nivel exclusivo.
Guardian Rock (héroe personalizable): 
Arsenal Pyramid (modo Tag Team): Primer nivel Tag Team y séptimo del juego.
Virtual Reality (Shadow): Es un laberinto 2D que tiene como objetivo esquivar los cubos de Infinite. Contiene un remix de Supporting Me.
Jefe: Dr. Eggman con el Sonic Clásico
- Chemical Plant:

La misma de Sonic 2, pero más parecida a la industria de Planet Wisp en Sonic Colors. Silver le hace mención en Green Hill.
Network Terminal (Sonic moderno): 
Chemical Plant (Sonic clásico): 
Spaceport (héroe personalizable): Primer nivel del héroe personalizable y segundo del juego. Sirve como tutorial para controlar al personaje.
- Metropolis

Metropolitan Highway (Sonic moderno)
Capital city (héroe personalizable)
Null Space (modo Tag Team)
Jefe: Infinite con el héroe personalizable
- Death Egg

Prison Hall (héroe personalizable)
Egg Gate (Sonic Moderno)
Death Egg (sonic clásico)
Jefe: Zavok con Sonic
- Eggman Empire Fortress

Imperial Tower (héroe personalizable)
Mortar Canyon (sonic moderno)
Iron Fortress (sonic clásico)
Final Judgement (modo Tag Team)
Jefes:  * Infinite (Primera parte con Sonic, segunda parte con el Tag Team)
- Death Egg Robot: (Primera fase con Sonic Clásico, segunda fase con el héroe personalizable y última fase Con sonic moderno y clásico y el héroe personalizable)

## Desarrollo
El motor gráfico del juego se empezó a desarrollar en el 2013, coincidiendo con el lanzamiento de Sonic Lost World. El juego fue anunciado en el 25° aniversario de Sonic de la serie en San Diego Comic-Con el 22 de julio de 2016, (conocido en ese tiempo como Project Sonic 2017) donde se anunció junto con Sonic Mania. El juego fue desarrollado por Sonic Team, el mismo equipo que previamente había desarrollado Sonic Colors y Sonic Generations y estará dirigido por el veterano de la serie Sonic Takashi Iizuka. La presencia de Classic y Modern Sonic llevó a algunos periodistas a creer que era un Sonic Generations 2, pero Iizuka confirmó que no era una secuela, sino un nuevo título independiente. El juego se lanzó para Microsoft Windows, Nintendo Switch, PlayStation 4 y Xbox One a finales de 2017. Junto con el desarrollo, se anunció un nuevo personaje y un componente de juego. El 16 de marzo de 2017, se reveló el título oficial del juego, Sonic Forces. En junio de ese mismo año, se empezó a confirmar que la versión de Switch será la única que no alcance los 60 fps, y que posiblemente, quedara bloqueada a 30 tal y como ya se vio en la versión demo, y que quedaría confirmado recientemente que esta limitación también se mantendría en la versión final, es decir, que la versión para la consola de Nintendo, será la única que no alcance los 60 fps y que su resolución máxima sea de 720p (aunque la consola fuera usada en modo doméstico y no portátil).

## Contenido adicional y promoción

### Sega/AtlusDLC Outfit Pack
- Hay una edición Bonus con este pack, en el que vienen disfraces para el héroe personalizable inspirados en estos personajes:

| Franquicia/videojuego procedente | Personaje    | Contenido del disfraz |
| -------------------------------- | ------------ | --------------------- |
| Jet Set Radio                    | Beat         | Gafas y traje         |
| Persona 5                        | Protagonista | Máscara y traje       |
| Super Monkey Ball                | AiAi         | Orejas y traje        |
| NiGHTS                           | NiGHTS       | Sombrero y traje      |
| Puyo Puyo                        | Puyos        | Solo sombrero         |

### Episodio Shadow
Shadow es jugable por primera vez desde Sonic y el caballero negro y 2006 a través de un episodio precuela, tal y como Metal Sonic lo tuvo también en Sonic 4 descargando los dos episodios. Aquí exploraremos la lealtad de Shadow, el destino de Team Dark y el origen de Infinite, el nuevo villano, recorriendo 3 fases del Sonic moderno renovadas para el personaje (contando con la posibilidad de jugar más de 10 niveles de modern sonic con shadow, pero sin ningún cambio) .

#### Traje de Shadow
Si reservas el juego en varias tiendas físicas o en Nintendo eShop, PS Store y Xbox Live(éstas en edición Bonus digital), darán otro traje completo para el héroe personalizable basado en Shadow.

### Promoción externa
La cadena de tiendas GAME Stores Iberia regala una camiseta del juego si lo compras.
En Japón hay dos promociones:
- La cadena de restaurantes Hooters promocionará el juego con el objetivo de decorar los restaurantes con motivo de esto y llevar a Sonic a un público adulto.
- Wave Master lanzará tres álbumes del juego en diciembre, cuyos nombres son:

| Nombre                                              | Formato | Contenido                                                                 |
| --------------------------------------------------- | ------- | ------------------------------------------------------------------------- |
| Sonic Forces Original Soundtrack - A Hero Will Rise | CD      | 8 canciones                                                               |
| Sonic Forces Vocal Traxx - On The Edge              | CD      | 4 canciones                                                               |
| Sonic Forces Hi-Res Collection                      | Digital | Canciones compuestas e interpretadas por la Orquesta Sinfónica de Londres |

## Sonic Forces: Speed Battle
Sonic Forces: Speed Battle es un videojuego de carreras desarrollado por Hardlight Studio y publicado por Sega para dispositivos móviles. Fue lanzado de forma inesperada en la App Store y Google Play el 11 de septiembre de 2017. Es considerado promoción del Sonic Forces original.

### Jugabilidad y sistema
Es muy similar a Sonic Dash y su secuela respecto a control mediante desplazar de izquierda a derecha al personaje o agacharse hacia abajo. Su online es muy similar al de otros juegos de móviles como Clash Royale, es decir, competitivo. Durante la carrera habrán varias cajas de objetos(varían de acuerdo al personaje que usemos) que podremos recoger para usarlos y atacar o defendernos y rings dorados o rojos, llegando primeros a la meta, donde se encuentra una supuesta Phantom Ruby prototipo. Se irán adquiriendo puntos de experiencia así como trofeos para subir de rango.

#### Personajes
- Sonic The Hedgehog
- Miles "Tails" Prower
- Knuckles the Echidna
- Amy Rose
- Red (de Angry Birds)
- Chuck (de Angry Birds)
- Vector the Crocodile
- Charmy Bee
- Espio the Chameleon
- Shadow The Hedgehog
- Rouge the Bat
- E-123 Omega
- Sonic Clásico
- Metal Sonic
- Silver The Hedgehog
- Chaos (Sonic Adventure)
- Zavok (Sonic)
- Cream the Rabbit
- Blaze the Cat
- Big the Cat
- Jet the Hawk
- Wave the Swallow
- Storm the Albatross
- Longclawn
- Sonic Bebé (de Sonic: La Película)
- Zeena
- Surge The Tenrec
- Whisper The Wolf
- Tangle The Lémur
- Infinite
- Varias variantes de los mismos personajes

#### Zonas y rangos
Las zonas que tiene esta aplicación son las mismas que acaban de revelarse del juego, solo que añaden Sky Sanctuary,
zona original de Sonic & Knuckles, juego de la era clásica, además de pistas de carrera dedicadas a las zonas que se desbloquean por subida de rango:
| Novato        | Scout          | Luchador         | Especialista     | Veterano      | Líder          | Héroe        |
| ------------- | -------------- | ---------------- | ---------------- | ------------- | -------------- | ------------ |
| Temple Gate   | Pyramid Valley | Celestial Skyway | Corskcrew Canyon | Parched Palms | Spiral Heights | Desert Falls |
| Sunset Bridge | (Ninguna)      | Splash Highway   | Ancient Isles    | Red Gate Bay  | Red Gate Ruins | (Ninguna)    |

## Doblaje
| Personaje            | Actor de voz      | Actor de voz           | Actor de voz     |
| Personaje            | Japonés           | Inglés                 | Español          |
| Sonic the Hedgehog   | Jun'ichi Kanemaru | Roger Craig Smith      | Ángel de Gracia  |
| Miles "Tails" Prower | Ryō Hirohashi     | Colleen O'Shaughnessey | Graciela Molina  |
| Knuckles the Echidna | Nobutoshi Canna   | Travis Willingham      | Sergio Mesa      |
| Amy Rose             | Taeko Kawata      | Cindy Robinson         | Meritxell Ribera |
| Shadow the Hedgehog  | Kōji Yusa         | Kirk Thornton          | Manuel Gimeno    |
| Rouge the Bat        | Rumi Ochiai       | Karen Strassman        | Ana Vidal        |
| E-123 Omega          | Taiten Kusunoki   | Vic Mignogna           | Albert Vilcan    |
| Infinite             | Takashi Kondō     | Liam O'Brien           | Jordi Salas      |
| Doctor Eggman        | Kotaro Nakamura   | Mike Pollock           | Francesc Belda   |

## Recepción

### Crítica
El International Business Times elogió el enfoque de Sega de anunciar y lanzar el dúo de Sonic Forces y Sonic Mania en el mismo año, afirmando que el abastecimiento a los nuevos fanes con Forces, mientras que la restauración a los fanes de la vieja escuela con Mania podría ayudar a reparar la mala reputación de la serie con lanzamientos más recientes y a su vez conducir a un "renacimiento sónico".